# Manfred Mann (musiker)
Manfred Mann, egentligen Manfred Sepse Lubowitz, född 21 oktober 1940 i Johannesburg, Sydafrikanska unionen, är en sydafrikansk-brittisk musiker, främst keyboardist, och sångare.
Han flyttade 1961 till Storbritannien där han skrev för magasinet Jazz News under pseudonymen Manfred Manne, snart förkortat till Mann. Han träffade trumslagaren Mike Hugg och de bildade bandet Mann-Hugg Blues Brothers. När gruppen 1963 fick skivkontrakt hos His Master's Voice blev gruppnamnet kort och gott Manfred Mann. Under åren 1964-1969 hade gruppen ett flertal internationella hitsinglar, där Do Wah Diddy Diddy och The Mighty Quinn var de största framgångarna. Mann bildade sedan den kortvariga gruppen Manfred Mann Chapter Three, innan han 1971 bildade Manfred Mann's Earth Band. Gruppens musik rörde sig mellan jazz och progressiv rock och de släppte ett flertal album under 1970-talet och 1980-talet. De har sedan varit fortsatt aktiva som turnerande grupp, och det senaste studioalbumet släpptes 2014.
På senare år har Mann bosatt sig i staden Helsingborg i Skåne.

## Galleri

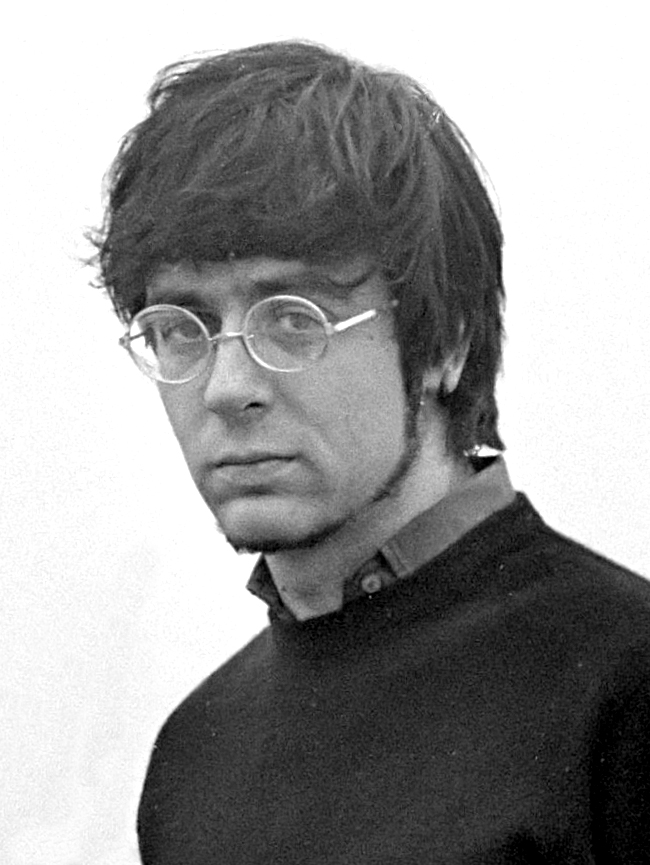
Manfred Mann, 1967.
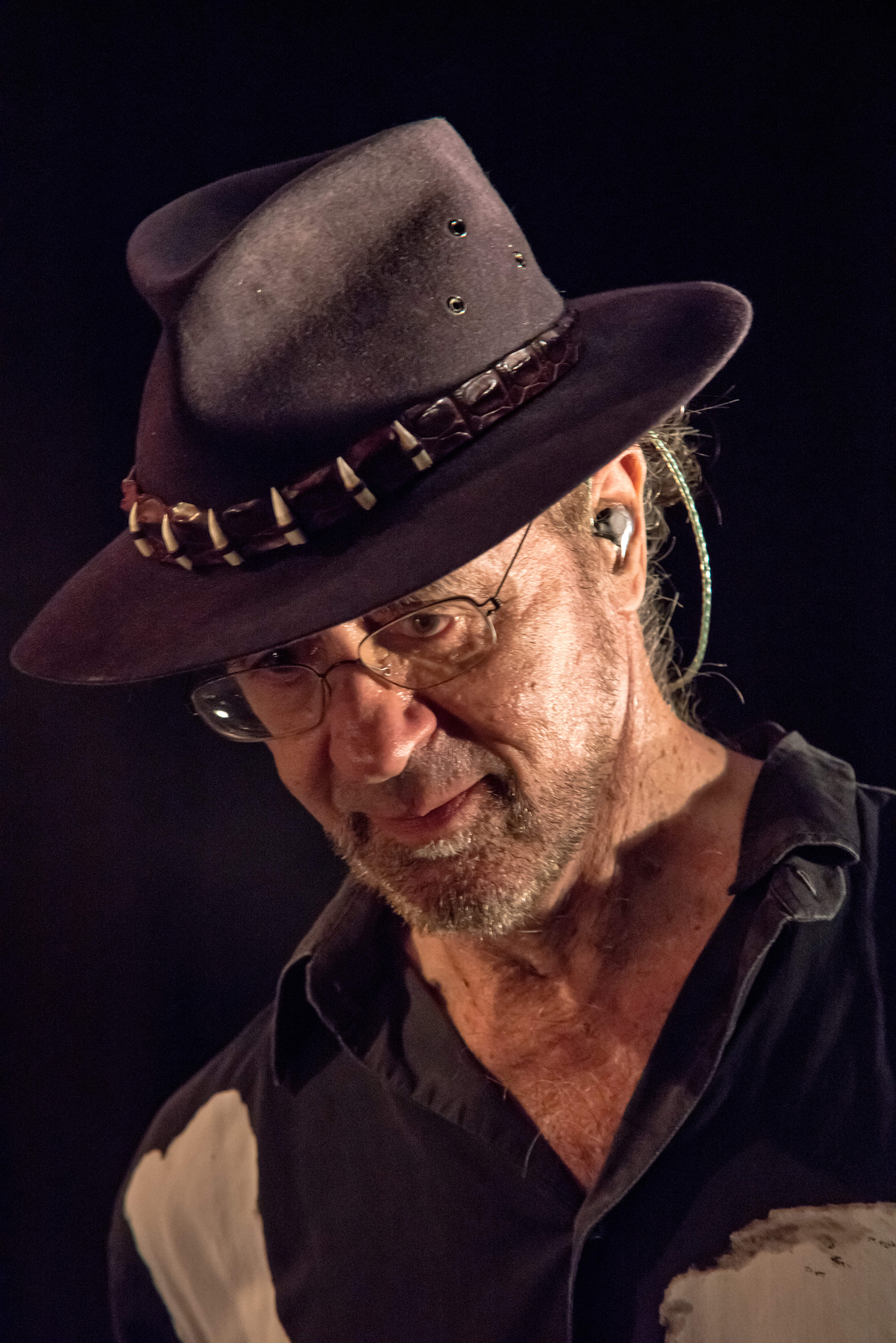
Manfred Mann,  Zelt-Musik-Festival  2017 i Freiburg im Breisgau, Tyskland.